# Museo Nacional de Arte (México)

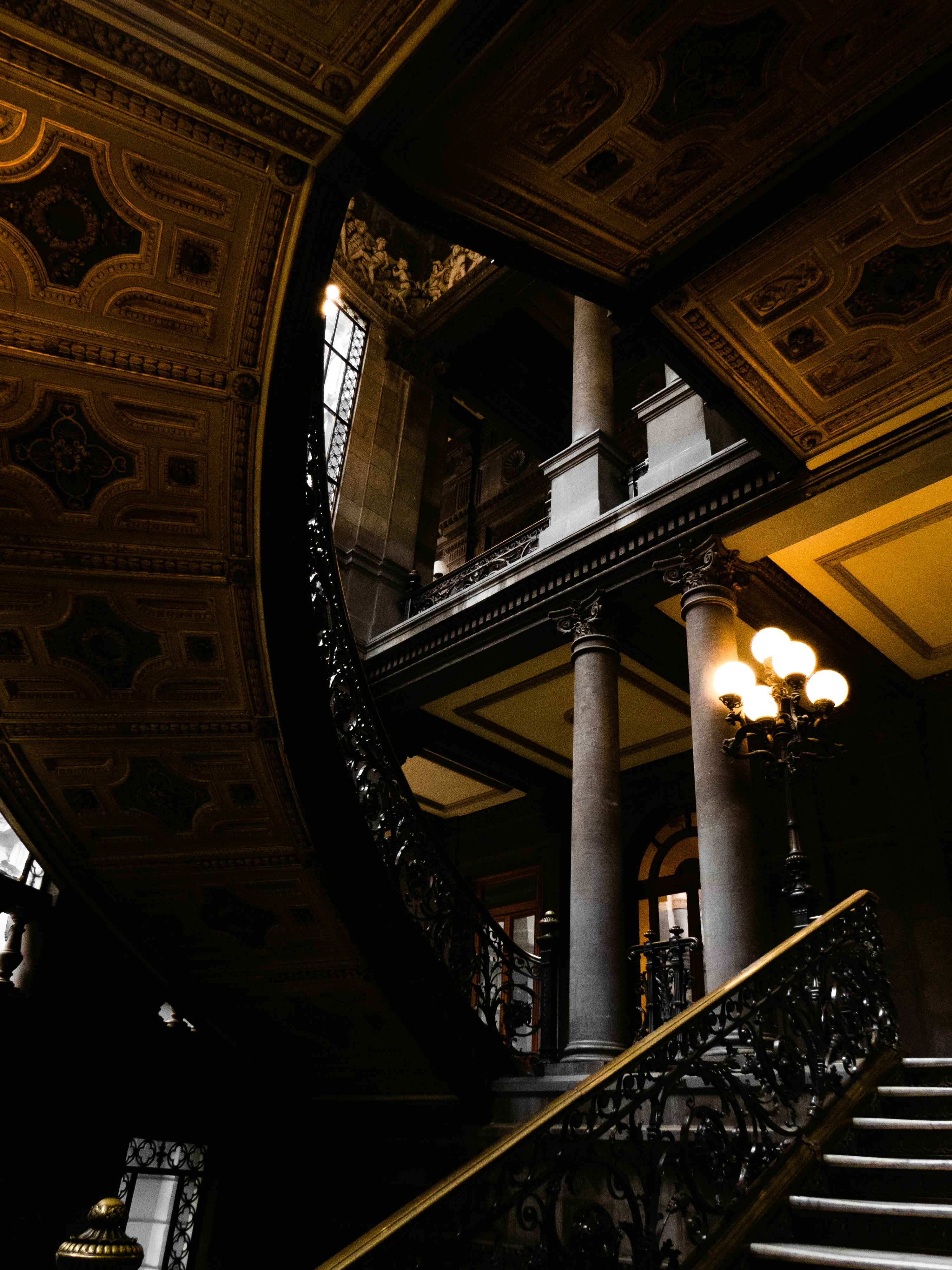
Escaleras principales del Museo Nacional de Arte.

El Museo Nacional de Arte (MUNAL) de México se encuentra en el Centro Histórico de la Ciudad de México, en un edificio marcado con el número 8 de la calle Tacuba, en la plaza Manuel Tolsá. Alberga una colección representativa de arte mexicano, desde la era virreinal hasta la primera mitad del siglo XX.
El edificio es el Palacio de la Secretaría de Comunicaciones y Obras Públicas. Su arquitectura es ecléctica, muy común a principios del siglo XX, con predominio de elementos neoclásicos y renacentistas. Se destinó al Museo Nacional de Arte en 1982, y se restauró en 1997.
La sede del museo es fácilmente identificable al encontrarse su fachada principal en la plaza Tolsá, espacio presidido por El Caballito, estatua ecuestre de Carlos IV de España creada en 1804 por Manuel Tolsá y conservada por su calidad artística. 
Al momento de su inauguración, en 1982, el acervo constitutivo del museo estaba integrado casi en su totalidad por pinturas y esculturas cedidas por otras instituciones pertenecientes al INBAL, principalmente el Museo Nacional de San Carlos, el Palacio de Bellas Artes y el Museo de Arte Moderno. En el año 2000, se incorporaron 290 obras procedentes de la extinta Pinacoteca Virreinal. Las donaciones privadas han sido claves para el crecimiento y consolidación de la colección permanente del MUNAL. Actualmente, el Museo Nacional de Arte cuenta con casi 9000 obras en su acervo.
Las salas permanentes del Museo Nacional de Arte otorgan al visitante un vistazo a cinco siglos de historia del arte en México, con trabajos de artistas como Andrés de la Concha, José Juárez, Juan Correa, Sebastián López de Arteaga, Cristóbal de Villalpando, Miguel Cabrera, Manuel Tolsá, Santiago Rebull, Felipe Santiago Gutiérrez, Juan Cordero, Eugenio Landesio, José María Velasco, Saturnino Herrán, Ángel Zárraga, Alfredo Ramos Martínez, Gerardo Murillo (Dr. Atl), María Izquierdo, Diego Rivera, Frida Kahlo, José Clemente Orozco y David Alfaro Siqueiros, entre otros.

## Colección
La colección permanente está organizada en 3 grandes periodos que abarcan y sintetizan la historia del arte mexicano desde mediados del siglo XVI hasta la primera mitad del siglo XX. Las exposiciones que componen su recorrido permanente al año 2021 son:
- Asimilación de Occidente 1550-1821
- La Academia de San Carlos. Ilustración e Independencia
- Gliptoteca. De la piedra al barro. Escultura mexicana. Siglos XIX y XX
- XX en el XXI. Colección del Museo Nacional de Arte

## Galería
|                                 |
| Fachada a la plaza Manuel Tolsá |

|                     |
| Patio de los leones |

|                                       |
| Plafón Alegoría de la Guerra y la Paz |

|                                      |
| Escalera principal de doble arranque |

|                                                      |
| Salón de Recepciones con plafón Alegoría al Progreso |

|                                     |
| Vestíbulo con escultura Malgré Tout |

|            |
| Gliptoteca |

|                                                 |
| Exposición Territorio Ideal. José María Velasco |

## Obras destacadas

Pintura del Virreinato de la Nueva España (Siglos XVI-XVIII)
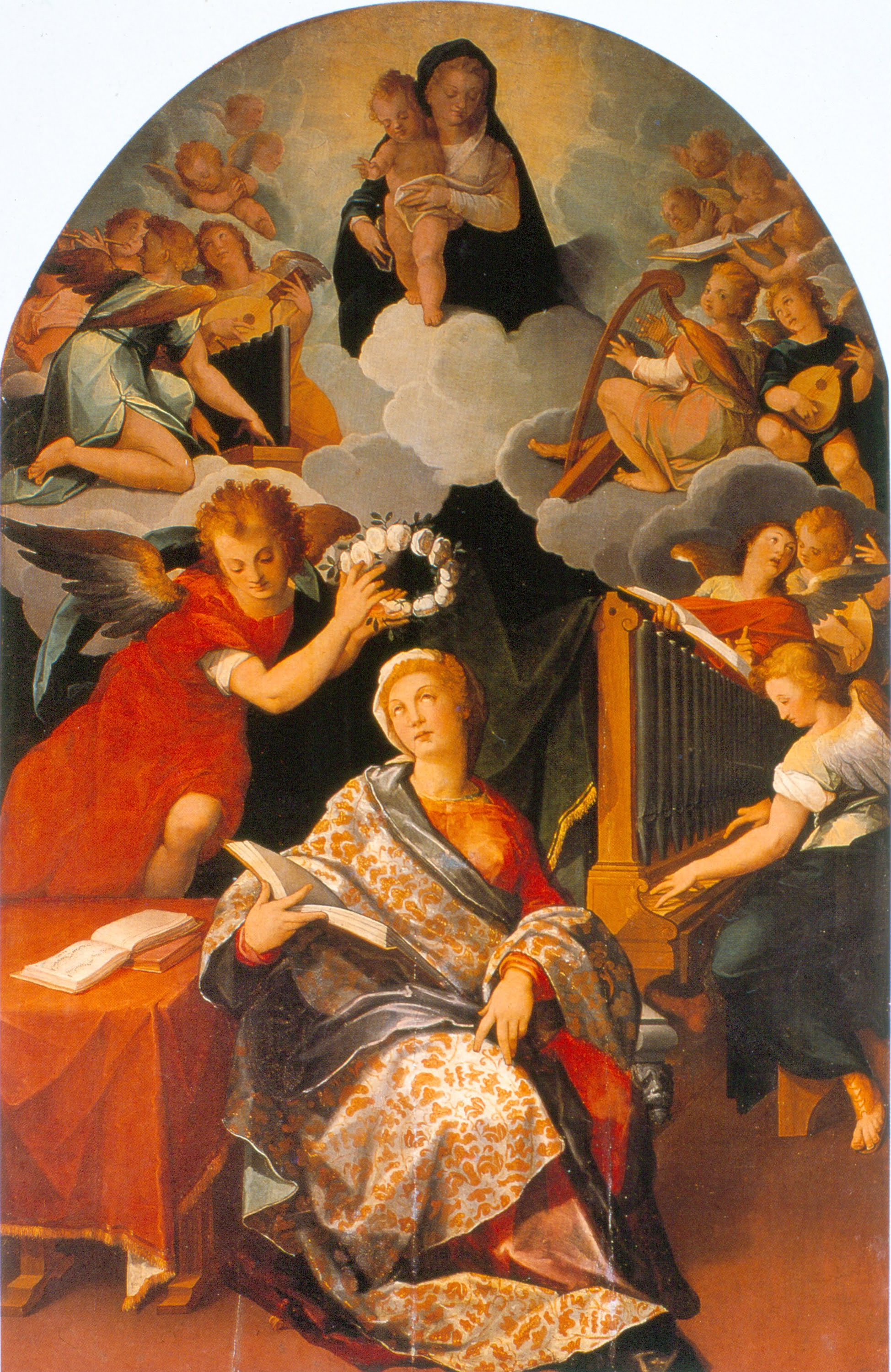
Santa Cecilia, 1590, Andrés de Concha
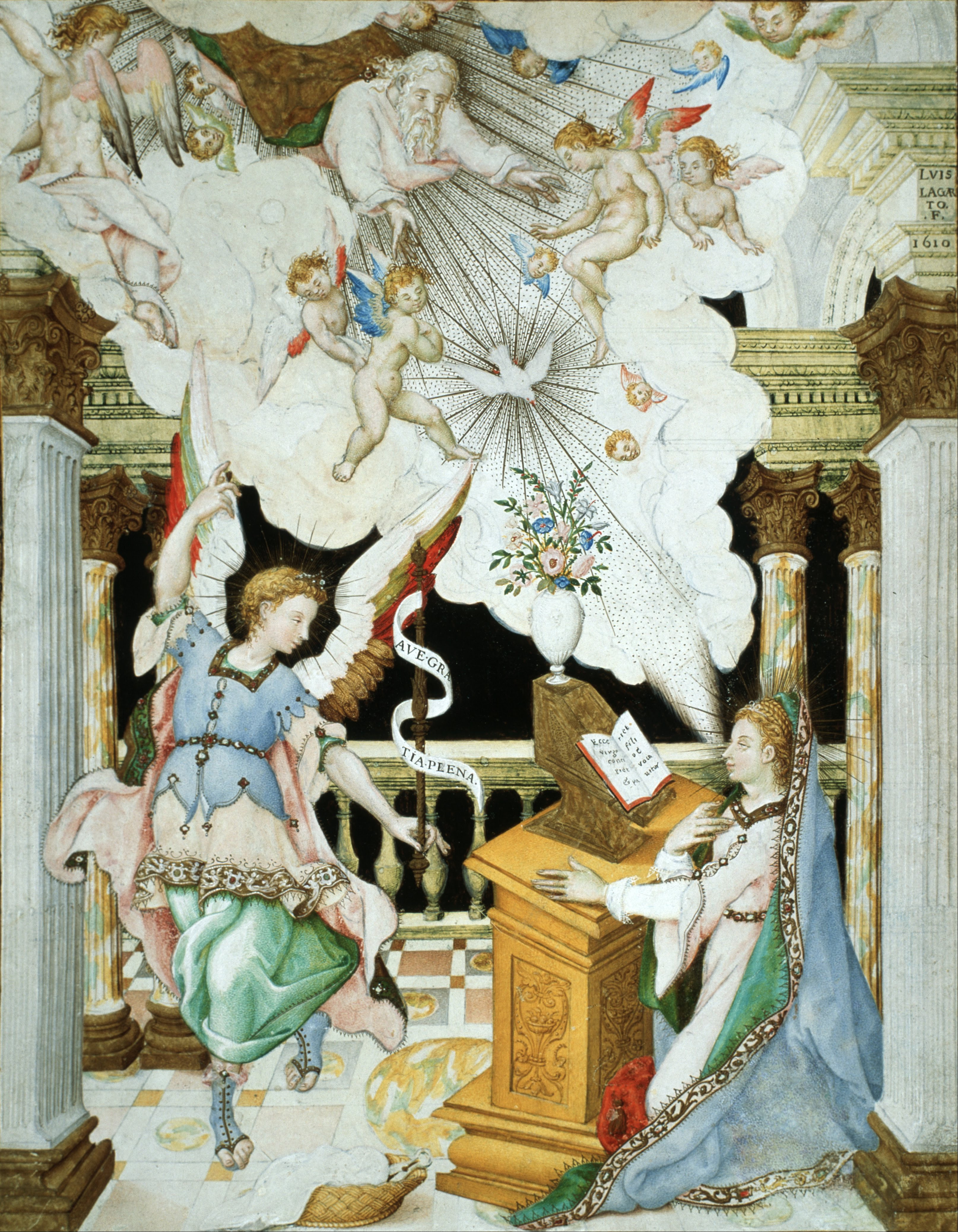
La Anunciación, 1610, Luis Lagarto
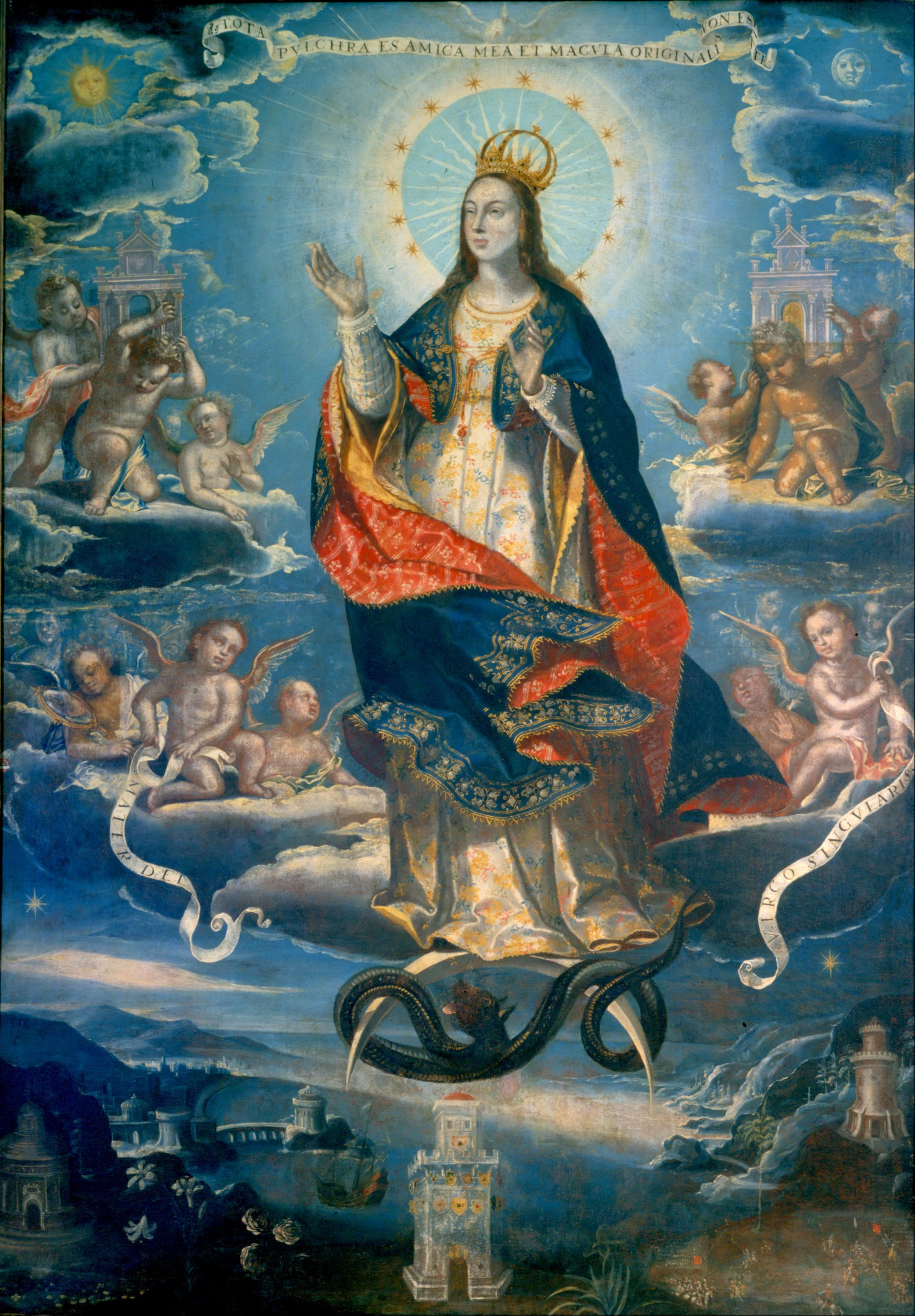
La Inmaculada Concepción, 1620, Baltasar de Echave Ibía
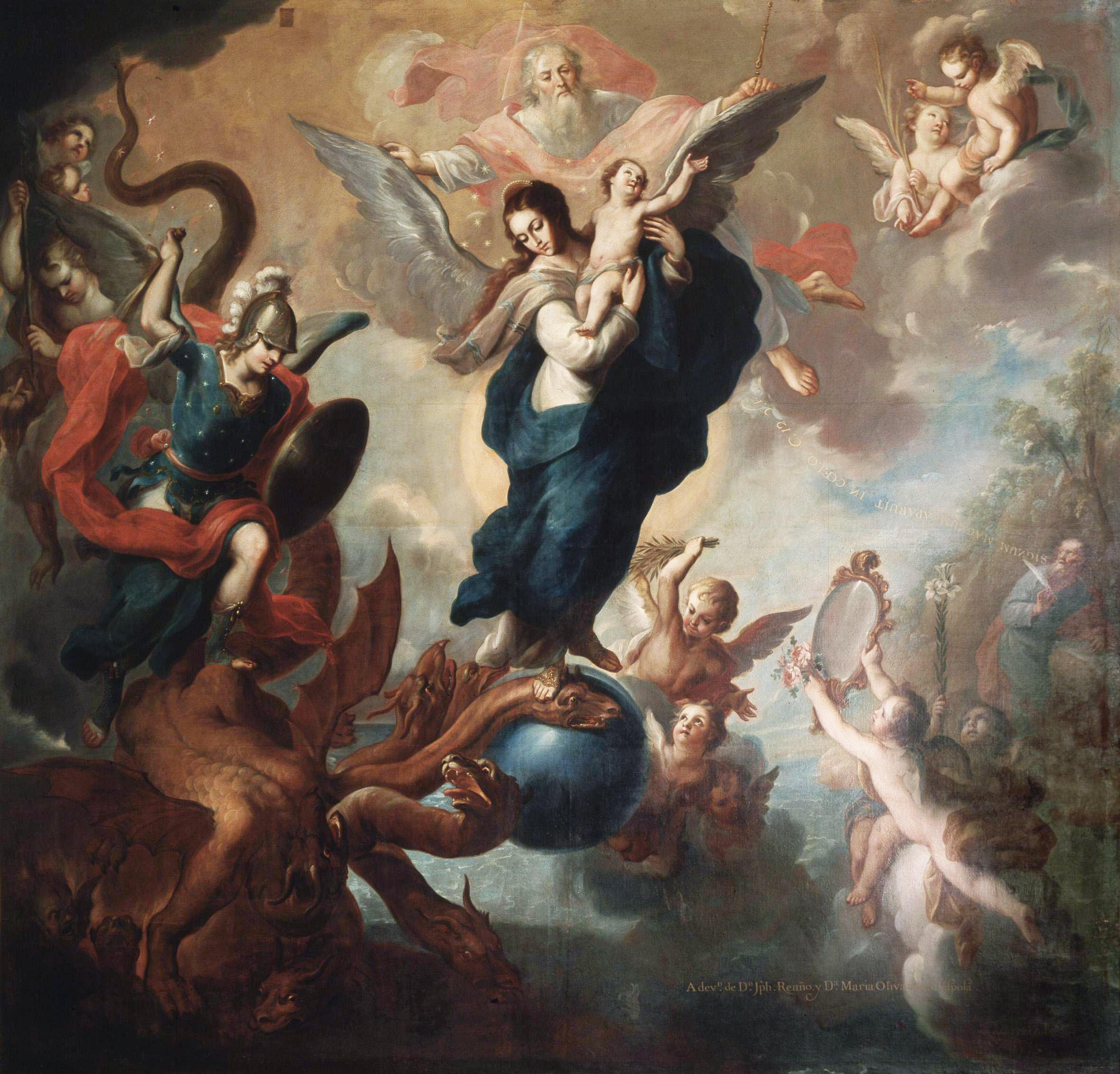
La Virgen del Apocalipsis, c. 1760, Miguel Cabrera
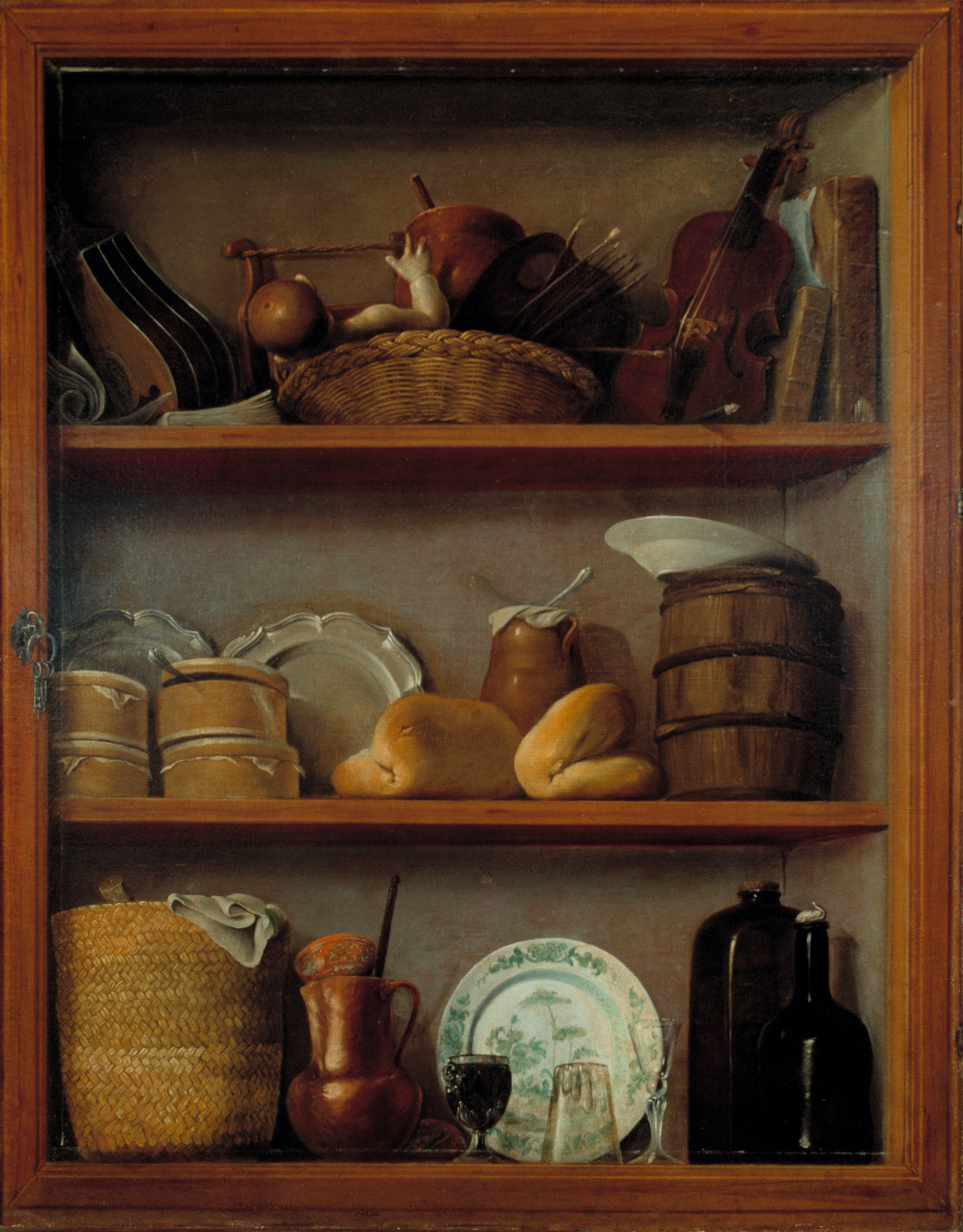
La alacena del pintor, c. 1769, Antonio Pérez de Aguilar

Pintura mexicana del Siglo XIX
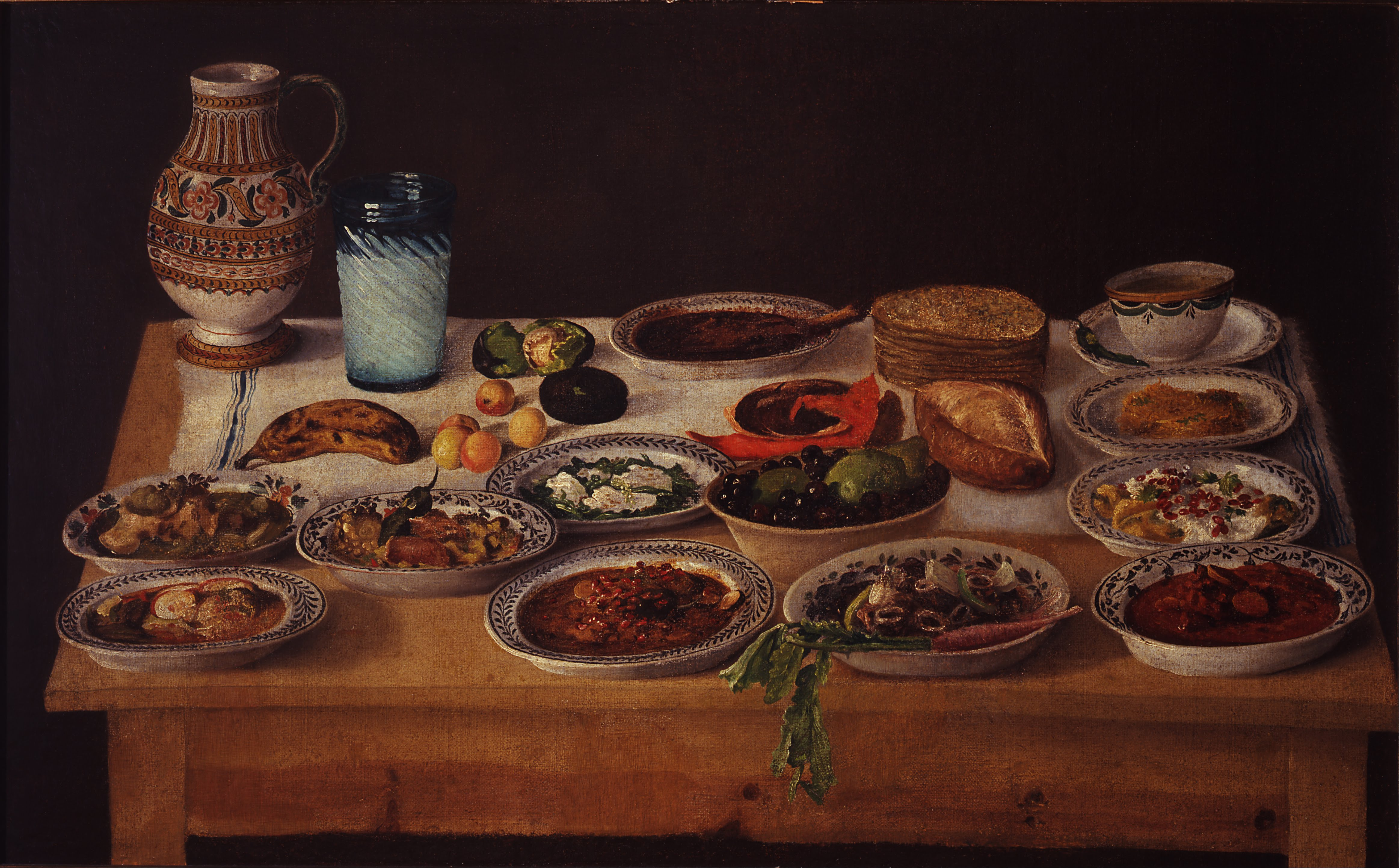
Cocina poblana, siglo XIX, Anónimo
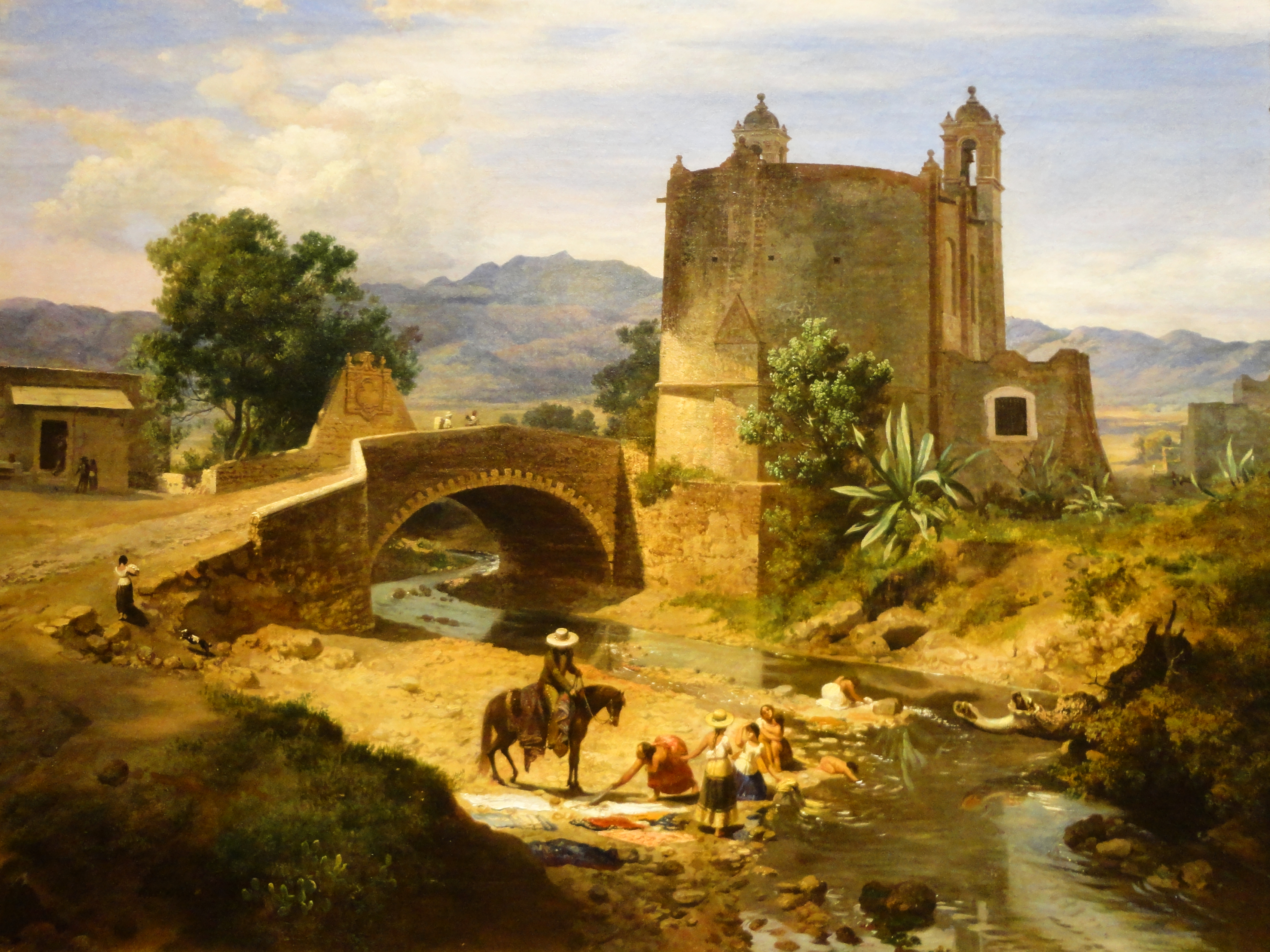
El Puente de San Antonio en el camino de San Ángel junto a Panzacola, 1855, Eugenio Landesio
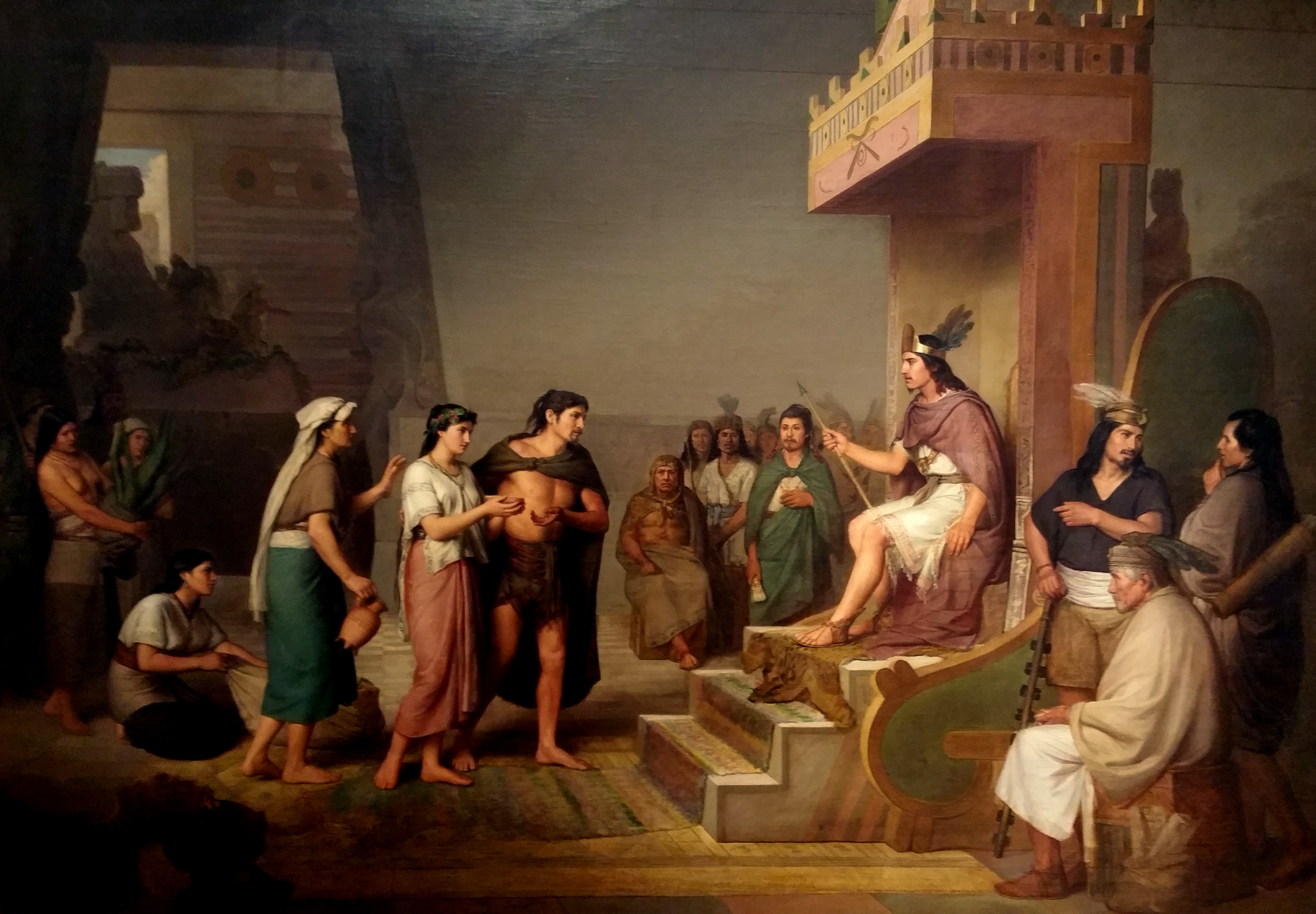
El descubrimiento del pulque, 1869, José María Obregón
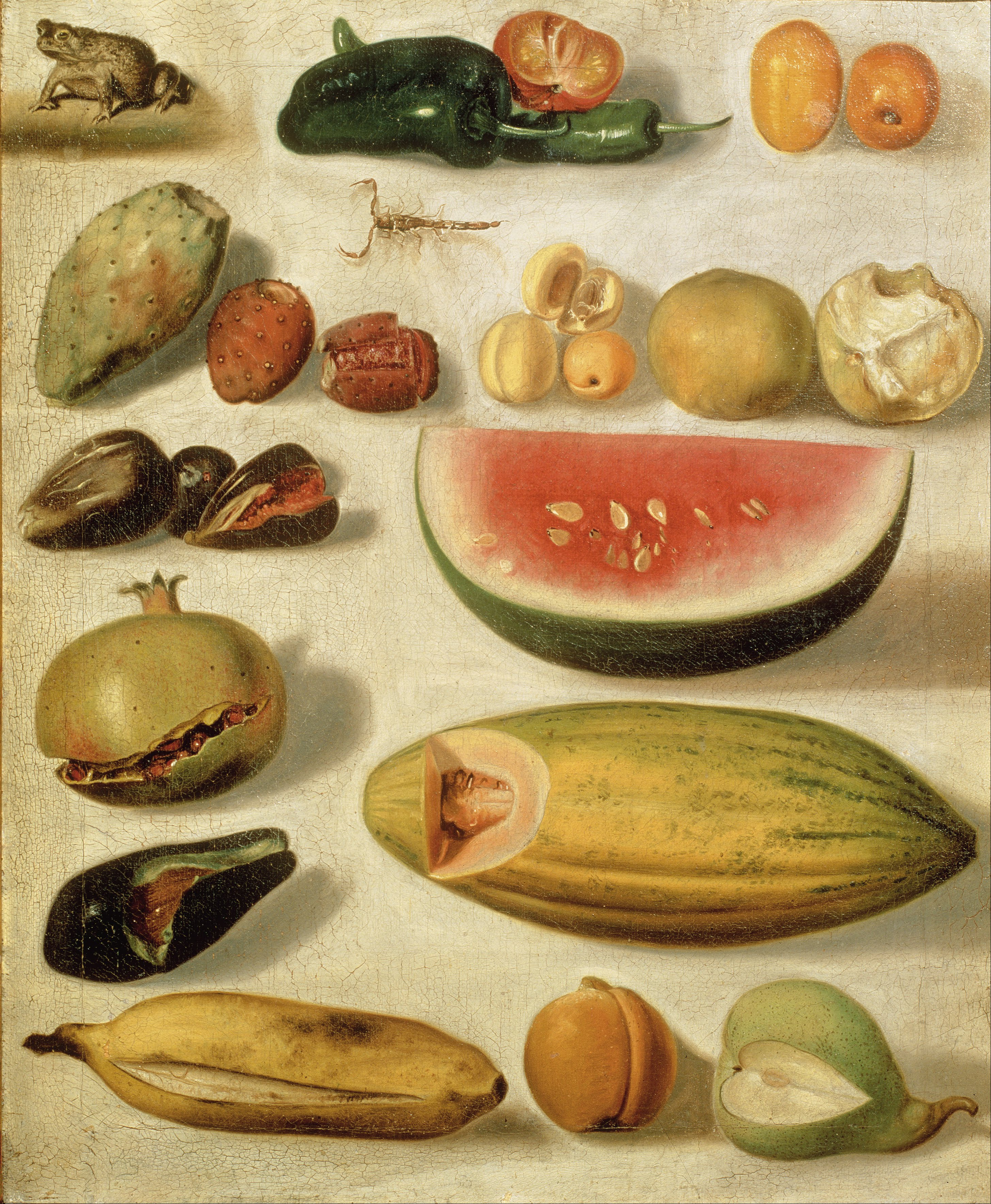
Bodegón con frutas, alacrán y rana, 1874, Hermenegildo Bustos
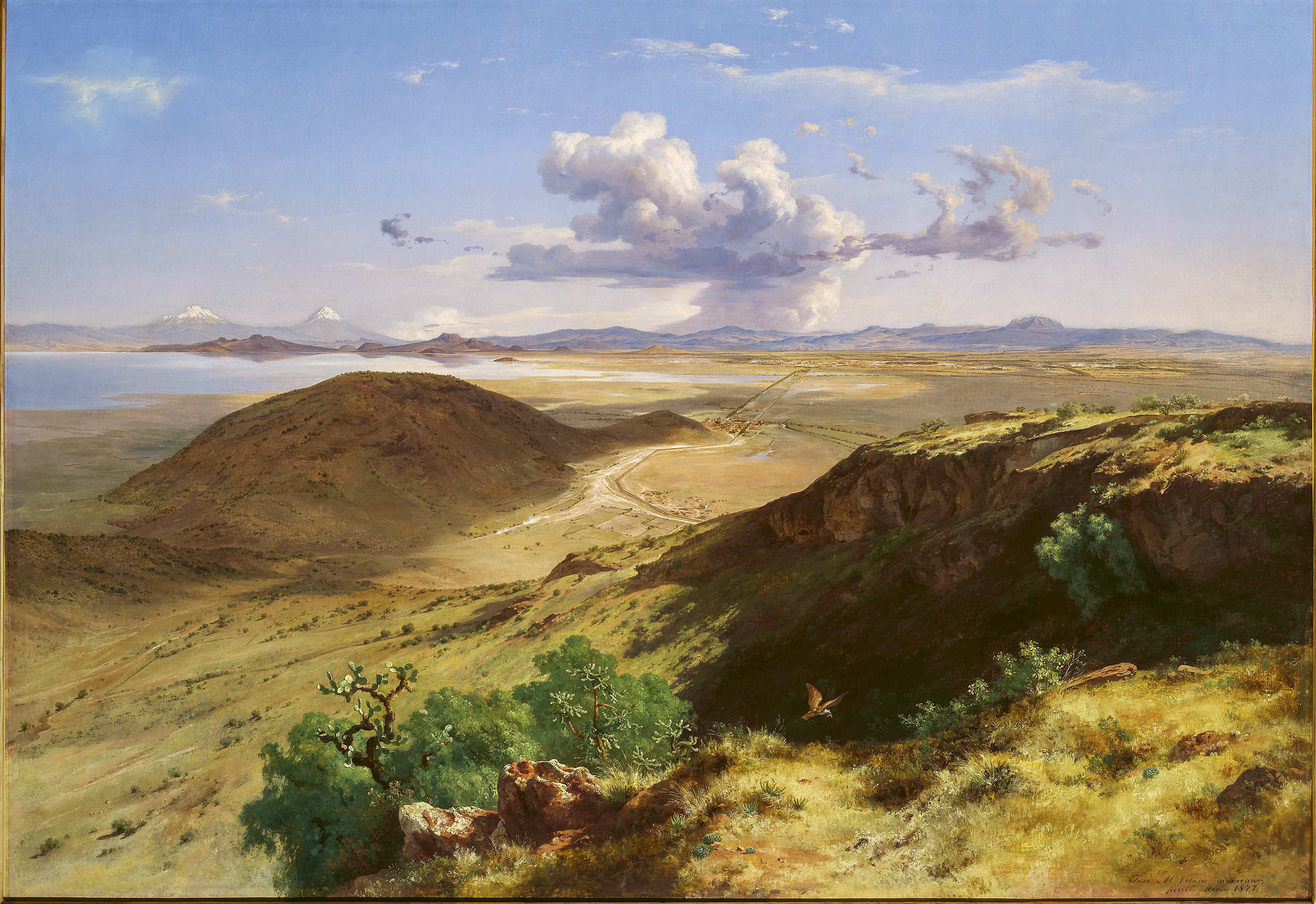
El valle de México, 1877, José María Velasco

Pintura mexicana del Siglo XX
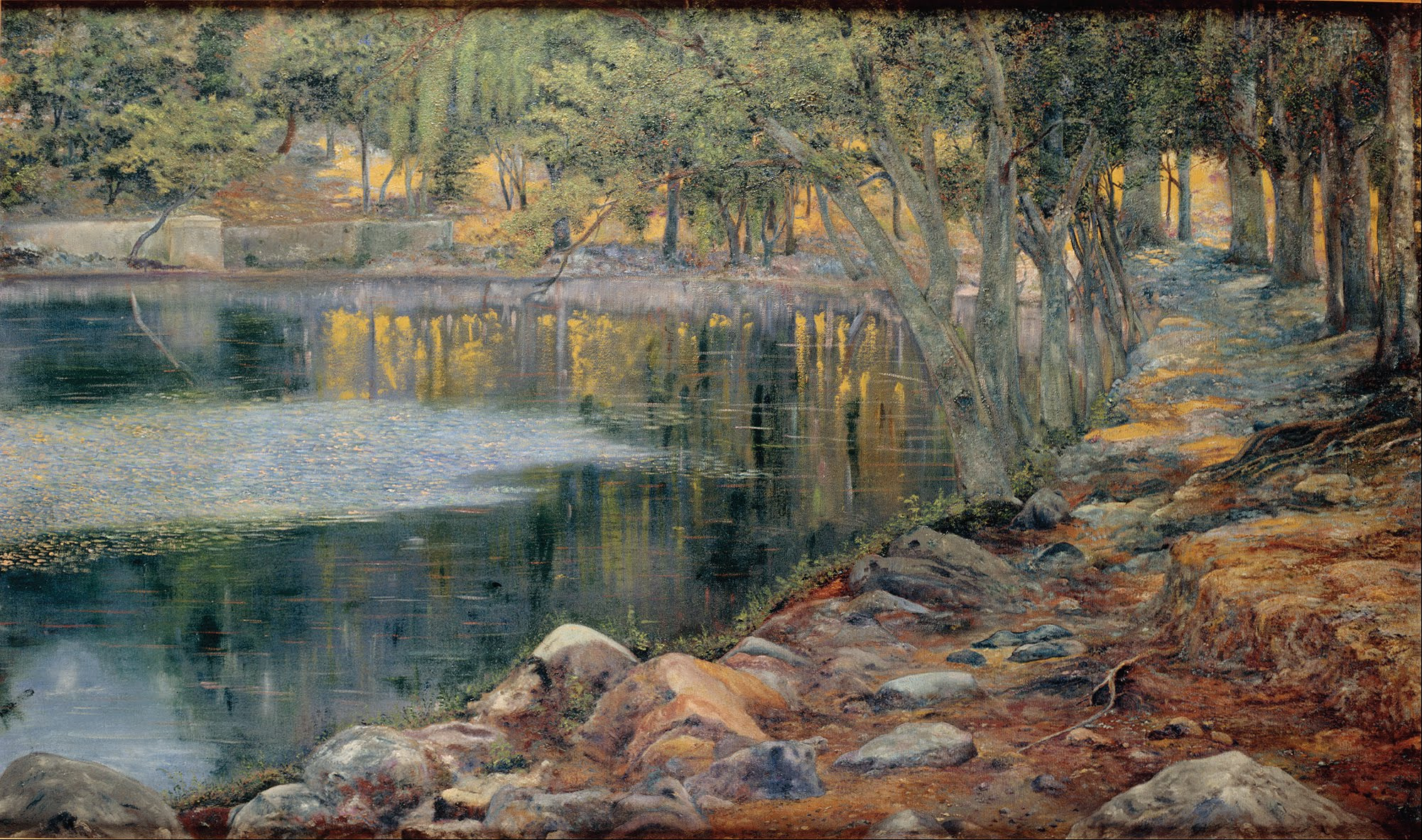
Fuentes brotantes, 1910, Joaquín Clausell
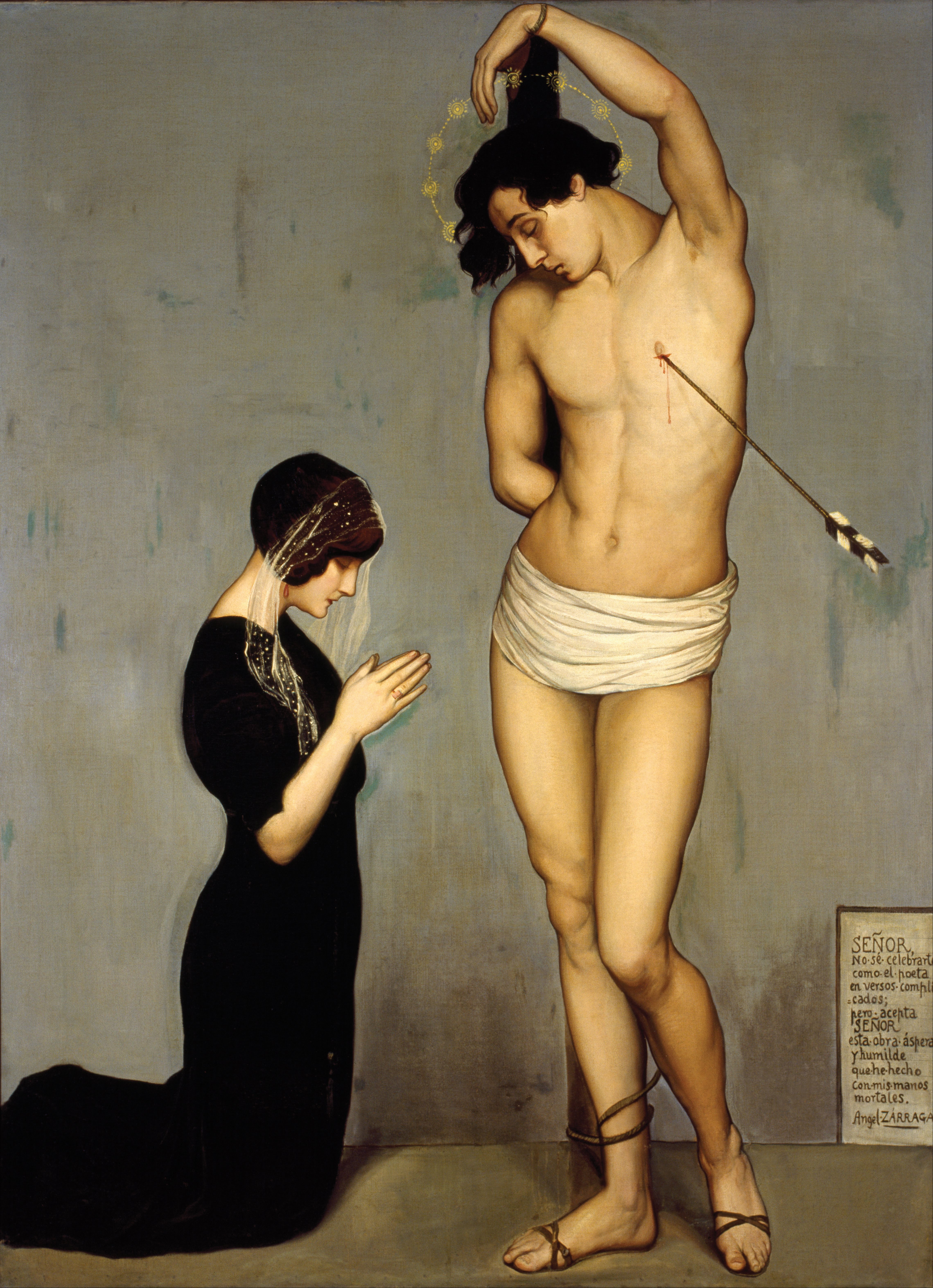
Pintura votiva (San Sebastián), 1912, Ángel Zárraga
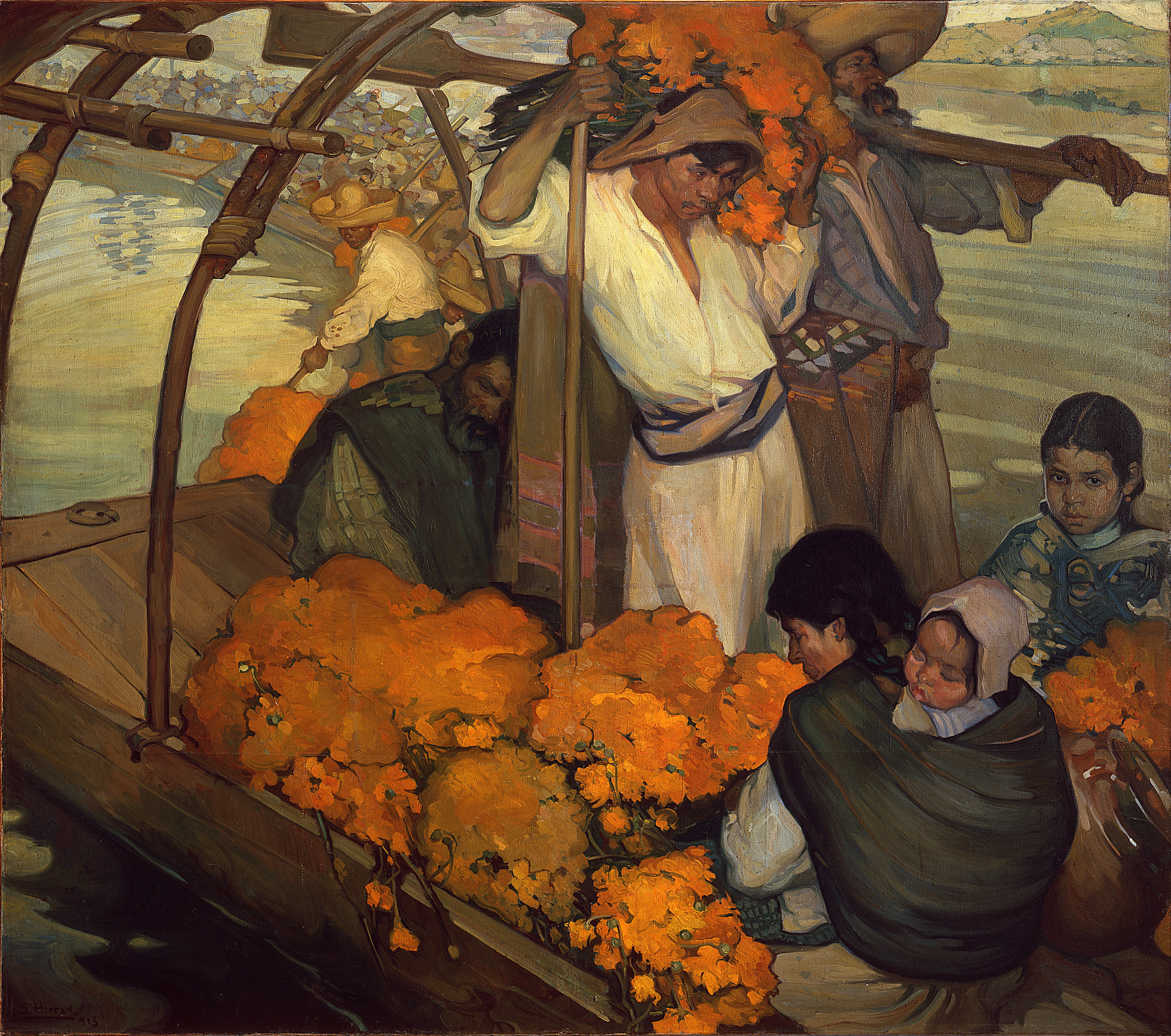
La Ofrenda, 1913, Saturnino Herrán
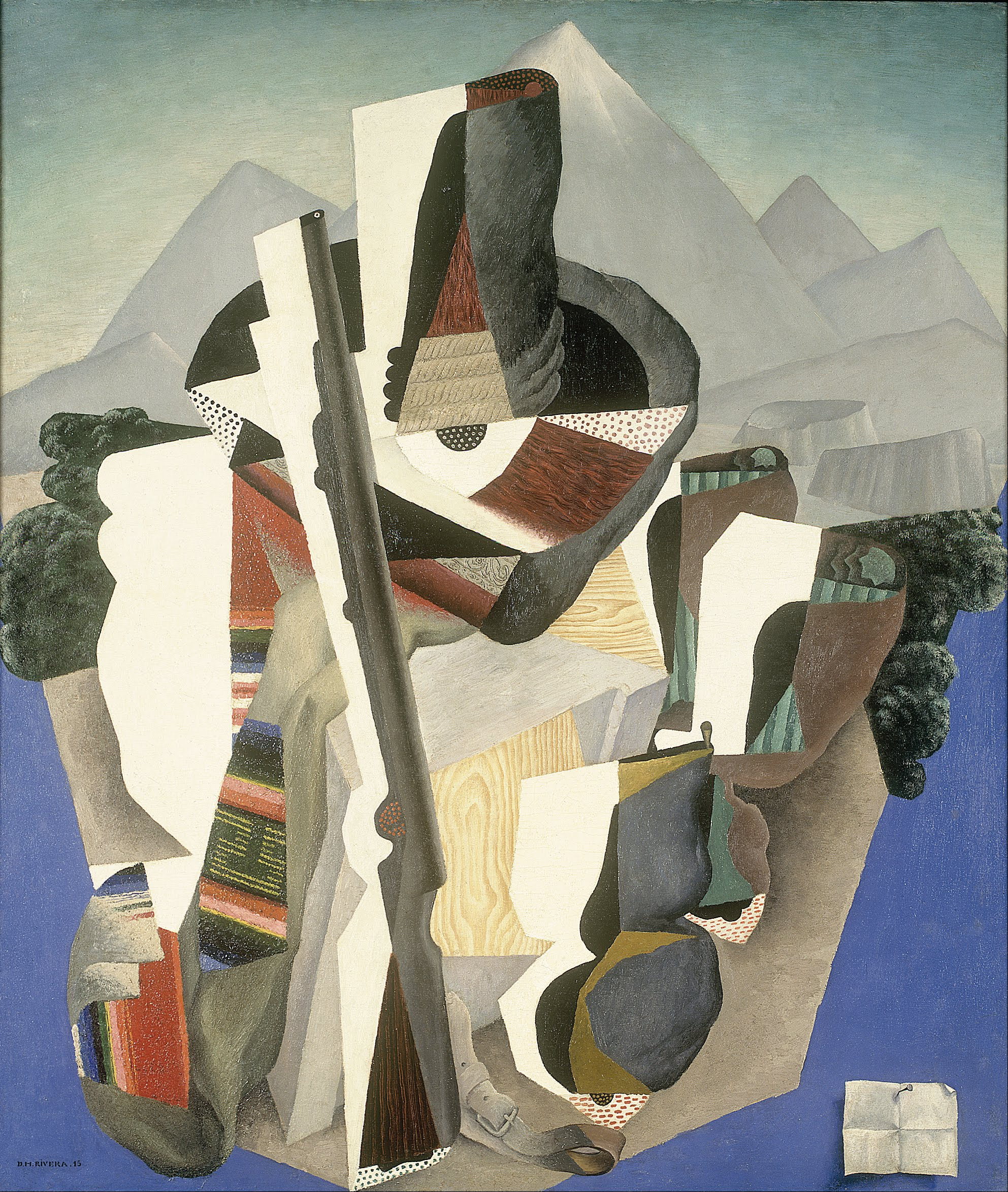
Paisaje zapatista, 1915,  Diego Rivera
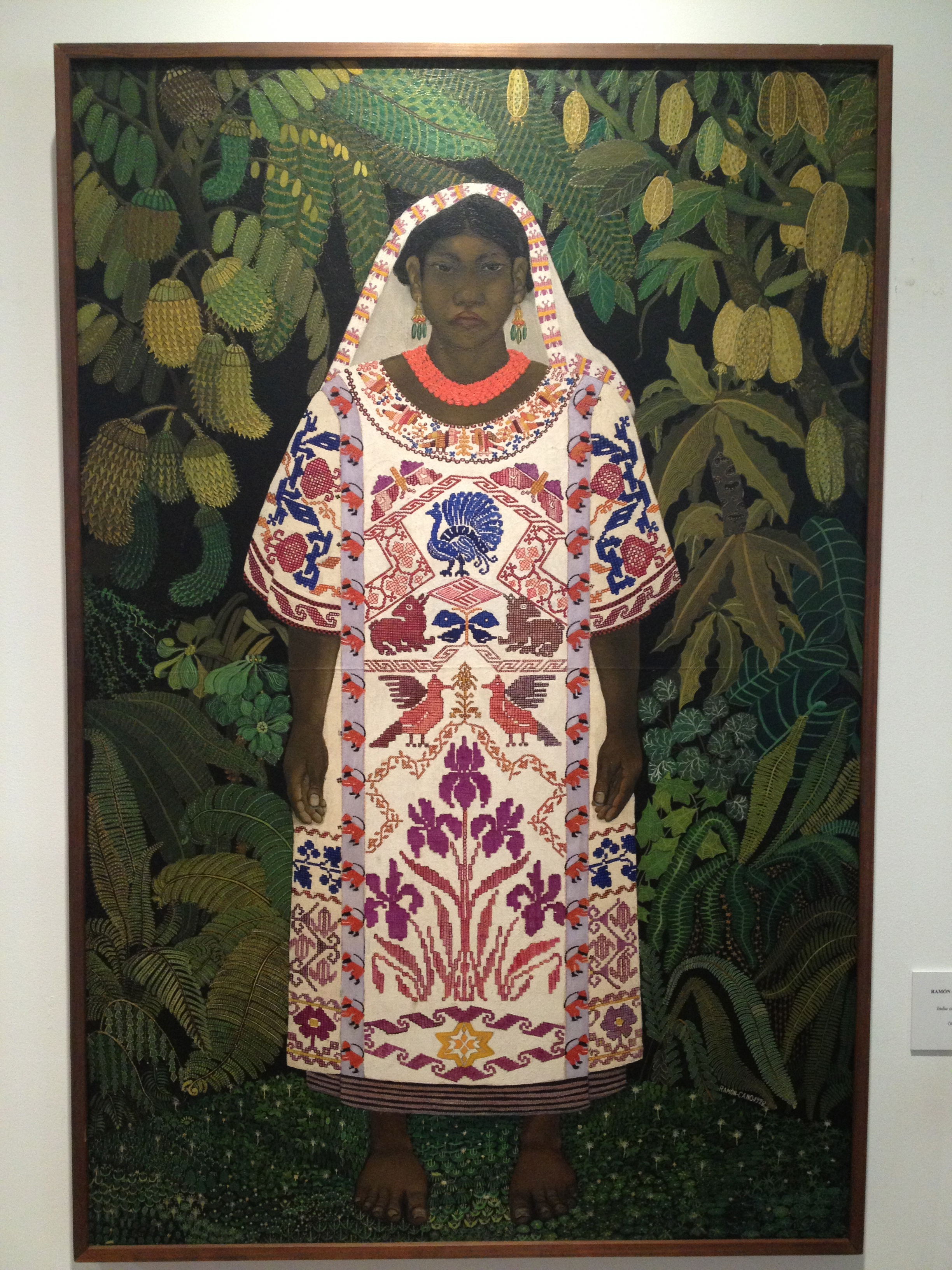
India oaxaqueña, 1928, Ramón Cano Manilla